# Heusden Koers 1990
De 42e editie van de Belgische wielerwedstrijd Heusden Koers werd verreden op 14 augustus 1990. De start en finish vonden plaats in Heusden. De winnaar was Yves Godimus, gevolgd door Marc Macharis en Noël Szostek.

## Uitslag
| Heusden Koers 1990 |               |                   |       |
| Plaats             | Naam          | Ploeg             | Tijd  |
| Winnaar            | Yves Godimus  | La William-Saltos | 3u40' |
| 2                  | Marc Macharis | La William-Saltos | z.t.  |
| 3                  | Noël Szostek  | SEFB-GAN          | z.t.  |

1929 · 1930-1935 · 1936 · 1937 · 1938 · 1939 · 1952 · 1953 · 1954 · 1955 · 1956 · 1957 · 1958 · 1959 · 1960 · 1961 · 1962 · 1963 · 1964 · 1965 · 1966 · 1967 · 1968 · 1969 · 1970 · 1971 · 1972 · 1973 · 1974 · 1975 · 1976 · 1977 · 1978 · 1979 · 1980 · 1981 · 1982 · 1983 · 1984 · 1985 · 1986 · 1987 · 1988 · 1989 · 1990 · 1991 · 1992 · 1993 · 1994 · 1995 · 1996 · 1997 · 1998 · 1999 · 2000 · 2001 · 2002 · 2003 · 2004 · 2005 · 2006 · 2007 · 2008 · 2009 · 2010 · 2011 · 2012 · 2013 · 2014 · 2015 · 2016 · 2017 · 2018 · 2019 · 2020 · 2021 · 2022 · 2023